# 懷特福德鎮區 (明尼蘇達州馬歇爾縣)
懷特福德鎮區（英語：Whiteford Township）是位於美國明尼蘇達州馬歇爾縣的一個行政鎮區，於1910年設立。

## 地方資料
懷特福德鎮區的面積為94.10平方千米，當中陸地面積為91.25平方千米，而水域面積為2.85平方千米。根據2020年美國人口普查的數據，當地共有人口41人，而人口密度為每平方千米0.44人。